# Solarfighters
Solarfighters (Originaltitel: Solarbabies) ist ein 1986 produzierter US-amerikanischer Science-Fiction-Film. Er kam am 28. Mai 1987 in die deutschen Kinos.

## Handlung
Nach einem Atomkrieg ist die Erde zu einer öden Wüste geworden. Das Protektorat wacht über die Überlebenden und rationiert das knappe Wasser. Rollschuhfahrende Teenager, die sich Solarbabies nennen, finden die Zauberkugel Bohdi, die zum Dreh- und Angelpunkt der Geschichte wird. Strictor Grock, der verlängerte Arm des Protektorates, will Bohdi, um den letzten Hoffnungsfunken der Unterdrückten zu vernichten. Zu diesem Zweck setzt er Söldner auf die Jugendlichen an. Auf verschiedenen Umwegen, wobei auch Nachfahren der Indianer ihr Können zeigen, kommt es zum Showdown.

## Bemerkenswertes
Produzent des Films war Mel Brooks. Die Spezialeffekte kamen von Richard Edlund, der auch an Star Wars mitwirkte und das Drehbuch schrieb Walon Green (Die Hellstrom-Chronik).

## Kritiken
„Eine Gruppe Jugendlicher rebelliert gegen die Obrigkeit eines totalitären Zukunftsstaates, der die irdischen Wasservorräte speichert und den Menschen vorenthält. Die Befreiung gelingt mit Hilfe außerirdischer Mächte. Unausgegorene, dramaturgisch mangelhafte Mischung aus Science-Fiction-, Fantasy- und Abenteuer-Kino; klischeehaft und steril.“